# Artema transcaspica
Artema transcaspica is een spinnensoort uit de familie trilspinnen (Pholcidae). De soort komt voor in Centraal Azïe.